# 六四事件中的江苏省
1989年春夏之交，中华人民共和国爆发全国性抗议运动，史称六四事件或八九民运，中国官方称1989年春夏之交的政治风波。期间江苏省各地也有抗议、游行、罢课、集会及其他政治表达行为。这些活动多由学生、工人主导，也包含市民等群体发起，乃至有體制內人士參與，与全国范围内的抗议相呼应。江苏抗议规模最大的是省会南京，其他县市如徐州、常州、无锡、苏州、扬州、镇江等地均有不同程度的响应。

## 南京
4月17日起，南京大学等高校学生悼念胡耀邦并申请游行，公安未批准，但各校持续张贴大字报，呼喊民主、反腐等诉求。4月20日晚，数千学生首次上街游行，提出“公布官员财产”“新闻自由”“设民主墙”等八项诉求。此后，南京各高校和社会人士陆续加入。5月4日“五四运动”纪念日当天，学生请愿要求官员辞职、新闻自由等。中旬起响应北京绝食行动，南京教师、媒体人亦加入，游行者日增至数万。5月18日起出现绝食、冲入政府机关等行为。5月底，学生筹组“民主长征队”徒步赴京请愿。6月4日北京镇压消息传来，南京大规模抗议爆发，学生呼喊“血债血偿”“绞死李鹏”，组织罢课、罢工、封路等行动，持续至6月8日。政府随后取缔学生组织，逮捕骨干，运动逐步被镇压。

## 其他县市
4月17日，中国公安部向江苏省公安厅发出针对各地“张贴悼念胡耀邦同志的大小字报”的处置方针，要求控制悼念胡耀邦的活动尽量在单位内部由组织进行，“对有反动内容、煽动闹事内容的大小字报，可在取证后揭除，也可组织积极分子用正面大字报或悼念性文章以覆盖”“公安机关要做好取证工作”。4月底，公安局指苏州大学教室发现了用粉笔写的“反动标语”，内容是“中华民国必将代替中华人民土和国，这是历史的必然。在各方面腐朽变质的政党，最终将被新生力量代替”。苏州大学内还发现41张“攻击党和国家领导人的反动纸条”。4月25日，徐州、揚州、無錫等五個城市出現學生示威。
5月3日，苏州高校出现呼吁学生五四上街游行的大字报和传单。5月15日，北京学生的绝食请愿引发江苏高校学生声援北京学生的活动。5月16日，鎮江發生學生遊行示威。5月17日，徐州學生上街，聲援北京絕食學生。镇江医学院有人贴出一张大字报声称要封锁沪宁线，“让全国的交通陷入混乱，使独裁政府陷入混乱，从精神上和舆论上声援绝食学生”。19日，各地继续有人上街游行。
北京宣布戒严后，5月21日至26日，徐州、連雲港等地均有學生乘車赴北京聲援學運。徐州師院有人成立張清雲为领队的“赴京聲援團”。5月21日下午,徐州5000多名學生衝進車站佔據軍運站台,攔截軍運列車,迫使該站停止接發列車。5月22日，徐州矿业学院和师范学院有1000多名学生涌入茅村车站，试图阻拦军队北上支援北京。他们在站内拦截北上的货物列车，11趟列车从下午3时至晚7时因被拦截而晚点，还有300多名学生闯入徐州车站货场检查。
5月24日，徐州、常州、无锡、苏州、扬州等市15所高校4000名学生上街游行。期间，徐州有人成立民运组织「徐州救國聯合自治會」，負責人为ト文格。26日上午，扬州有四所院校的一千多人游行。受空校运动印象，5月底江苏高校在校学生开始减少。各地高校学生纷纷到工厂、农村进行演讲，鼓动各界声援。北高联派遣的“南下民主宣传团”也在江苏高校中活动。
5月31日，苏州高校部分学生继续罢课。苏州铁道师范学院、城建环保学院、丝绸工学院相继出现“空校罢课”的通告，鼓动学生从6月1日到9月1日罢课。一些学生已购买了火车票准备回家。
六四镇压之后，6月4日，新華日報报道南通公安抓獲7名在學生隊伍中“借機進行破壞活動”的示威者。6月5日，無錫公安逮捕趙宇并指其“造謠鬧事”。
6月6日，苏州、徐州等全省六城市的学生上街游行示威，抗议北京出兵。一些学生设障设卡、堵塞交通，阻止工人上班。在镇江，江苏工学院2000多名学生冲进市政府大院，要求降半旗，为北京“死难学生”致哀。新華日報报道透露，淮安市公安局為“打擊犯罪”，把專項鬥爭和群防群治結合起來,建立起治安聯防網絡,組織了150多人的群衆治安巡邏隊伍,輪流在街巷里弄巡邏,看家護院。
6月9日，民运人士成立的「徐州救國聯合自治會」成員继续上街遊行示威，進行反共宣傳，但其首腦杜文革等16人之后被徐州公安抓捕。

## 后续
官方数据指，事后江蘇共取締“各種非法組織”15個；18名“非法組織成員”到公安機關登記或自首，并拘捕“各類打砸搶動亂分子”113人。6月10日，南京市公安局發佈通告，責令所有南京工自聯、工人糾察隊的带头者必須立即投案自首，否則嚴懲，並要求民衆如有發現,應立即扭送或報告公安機關。当天工人糾察隊、工人自治聯合會常委朱惠明爲首的十多名示威参与者被捕。
6月11日，南京工自聯下屬工糾隊成員之一楊振林到住處所在地派出所投案自首。6月13日,南京公安取締「南京高等院校學生自治聯合會」,刑事拘留該組織领头人陳學東。6月14日,南京大學學生吳岷到秦淮區公安分局登記，南師大研究生蘭衛國到玄武區公安分局登記。南京高自聯委員王陽被捕，北京高自聯成員王彬在河海大學進行串聯活動,也被公安機關收審。
6月15日，南京高自聯常委、南大商學院學生黃允翔从福州家中發加急電報到南京公安局要求登記。南京玄武區公安分局副局長崔學余表示，15日止，已有三名南京高自聯學生到該分局坦白交待。而全南京地區高自聯、工自聯的领头者及成員至15日已有十六人投案。
南京机械专科学校学生李勇与其同道在六四之后先后在古林公园、绣球公园和梅山职工宿舍等处多次聚会，密谋创办刊物《长征》，撰写文章《北京的漫漫寒冬》，认为“中共的反动本质遭到广大人民的唾弃，必须寻找一种新的先进的政治力量”、“打倒共产党的独裁是最低目的”等。李勇随后被以反革命宣传煽动罪名判处两年有期徒刑，并遭原工作单位开除。出狱后成为南京市重点监控管理人口。

## 另見
- 六四事件
- 1989年中華人民共和國抗議地區列表